# Interferon-regulierender Faktor 4
Der Interferon Regulatory Factor 4 (IRF4) (dt. Interferon-Regulations-Faktor 4), auch bekannt als MUM1 (von engl. Multiple Myeloma Oncogene 1), ist ein Transkriptionsfaktor, der regelhaft in Lymphozyten exprimiert wird.

## Rolle in der B-Zell-Aktivierung
Sobald die B-Zelle über den B-Zell-Rezeptor ein passendes Antigen erkennt, wird über NFκB die Transkription von IRF4 gesteigert. Dieses aktiviert wiederum MYC und PRDM1 und hemmt BCL6. Während über MYC und BCL6 jeweils eine Rückkopplung auf IRF4 bzw. PRDM1 stattfindet, sorgt letzteres über eine Hemmung von Interferon-β für eine Hemmung des antiproliferativen und antitumoralen Effekts des Interferons. Dadurch wird in letzter Konsequenz die Proliferation und damit die Entartungstendenz der B-Zelle gesteigert. Dieser Effekt wird physiologischerweise für die verstärkte Bekämpfung des erkannten Antigens eingesetzt, kann bei überschießender Aktivierung aber auch zur Entstehung von Tumoren führen.

## Großzelliges B-Zell-Lymphom mit IRF4-Rearrangement
Mit der Neufassung der WHO-Klassifikation der lymphoiden Neoplasien im Jahr 2016 wurde die Entität des großzelligen B-Zell-Lymphoms mit IRF4-Rearrangement (LBCL-IRF4) eingeführt, das Eigenschaften des diffus großzelligen B-Zell-Lymphoms und des follikulären Lymphoms vereint. Dieses seltene, indolente B-Zell-Non-Hodgkin-Lymphom kommt vor allem bei Kindern und Jugendlichen vor. Es ist molekulargenetisch durch eine Translokation von IRF4 gekennzeichnet; als Translokationspartner dient meist der Genlocus der schweren Immunglobulinkette (IGH), seltener auch die Leichtketten (IGK oder IGL). Verbunden mit der Translokation ist zwingend auch eine Mutation im IRF4-Gen. Die Prognose des LBCL-IRF4 ist gut, die 10-Jahres-Überlebensrate liegt mit 80 % deutlich über der des klassischen DLBCLs.

## Interaktionen
IRF4 interagiert nachweislich mit folgenden weiteren Genprodukten:
- NFATC2

- SPI1

- STAT6